# 1859 en musique
| \| • Retour à la chronologie générale de la musique populaire • \| |
| XXIe siècle • XXe siècle • XIXe siècle • XVIIIe siècle XVIIe siècle • XVIe siècle • XVe siècle • XIVe siècle XIIIe siècle • XIIe siècle • XIe siècle • Xe siècle IXe siècle • VIIIe siècle • Haut Moyen Âge • Rome • Grèce |
| • Retour à la chronologie générale de la musique populaire • |

| • Retour à la chronologie générale de la musique populaire • |

| Années de la musique populaire : 1856 - 1857 - 1858 - 1859 - 1860 - 1861 - 1862    |
| Décennies de la musique populaire : 1820 - 1830 - 1840 - 1850 - 1860 - 1870 - 1880 |

## Événements

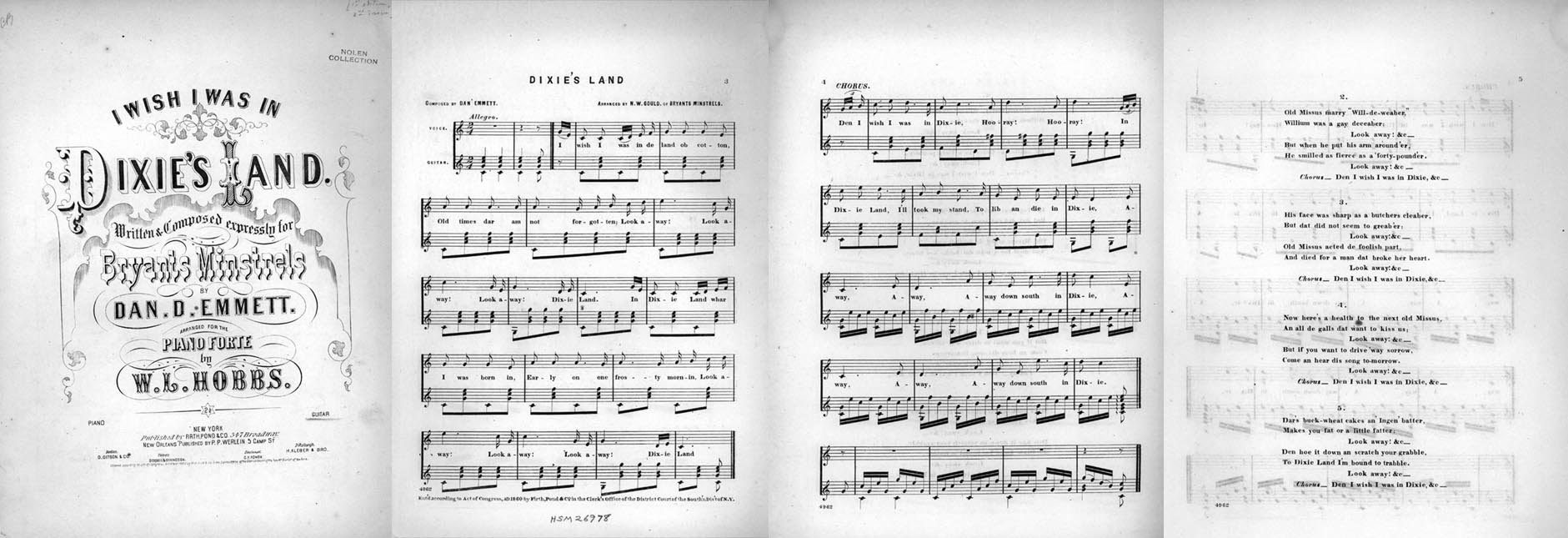
Chanson Dixie

- Édition par Phillip Werlein à La Nouvelle-Orléans de la chanson populaire américaine Dixie, composée par un chanteur de l'Ohio, Daniel Decatur Emmett, sous le nom de Dixie's Land.
- Construction à Londres du London Pavilion situé à Piccadilly Circus par Loibl et Sonnhammer, utilisé comme music-hall.

## Naissances
- 5 février : Giovanni Capurro, poète italien, auteur des paroles de la chanson 'O sole mio († 18 janvier 1920).
- 20 octobre : Édouard Marchand, directeur de salles de spectacles parisiennes, créateur de la revue de music-hall, mort en 1905.
- 24 décembre : Émile Mercadier, chanteur français de café-concert, mort en 1929.

## Décès

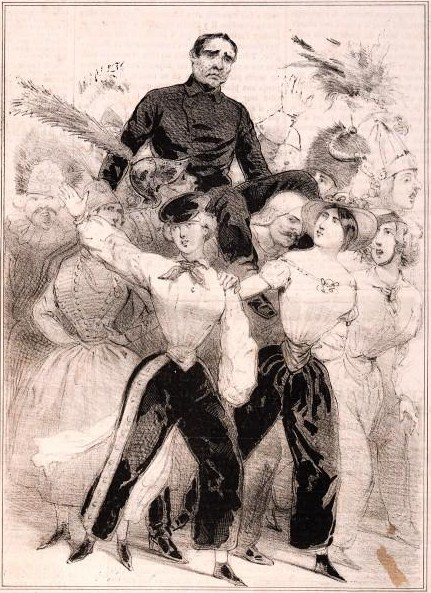
Philippe Musard porté en triomphe au bal de l'Opéra en 1846

- 30 mars : Philippe Musard, compositeur et chef d'orchestre français, un des représentants de la musique festive de danses de Paris, né en 1792.
- 14 septembre : Matilin an Dall, sonneur de bombarde français en Bretagne, né en 1789.